# Провулок Фонвізіна (Київ, Позняки)
Прову́лок Фонві́зіна — зниклий провулок, що існував у Дарницькому районі міста Києва, місцевість Позняки. Пролягав від Батуринської вулиці до вулиці Фонвізіна.

## Історія
Виник у першій половині XX століття (не пізніше кінця 1930-х років) у складі Української вулиці (згодом вулицю було розділено на дві частини). У 1955 році був виділений в окрему вулицю, набув назву провулок Павленка, пізніше назва була уточнена на Петра Павленка. Назву провулок Фонвізіна отримав 1969 року, на честь російського письменника Дениса Фонвізіна.
Ліквідований у зв'язку з частковим знесенням забудови села Позняки та переплануванням місцевості. Безіменний проїзд — залишки колишнього провулку, було зафіксовано ще в атласі Києва 2004 року. Остаточно проїзд зник до початку 2008 року.
Нині на місці колишнього провулку — кінцева частина вулиці Анни Ахматової (30-ті номери будинків).